# Петраківка (Брянська область)
Петраківка (рос. Петраковка) — присілок в Гордієвському районі Брянської області Російської Федерації.
Населення становить 0 осіб. Входить до складу муніципального утворення Рудневоробйовське сільське поселення.

## Історія
Розташоване на території української історичної землі Стародубщина.
Від 2005 року входить до складу муніципального утворення Рудневоробйовське сільське поселення.

## Населення
| 2010 | 2013 |
| ---- | ---- |
| 6    | ↘0   |